# 卡爾洛沃
卡爾洛沃（保加利亞語︰Карлово）是保加利亞中部普羅夫迪夫州的歷史重要小鎮，座標42°38′N 24°48′E / 42.633°N 24.800°E，海拔386米，位於巴爾幹山脈以南、首都索菲亞以東140公里、普羅夫迪夫以北60公里，2005年人口28,321。卡爾洛沃有溫暖的夏天和下雪的冬天，一月平均溫度攝氏0.1度，七月平均溫度攝氏22.9度，平均每年降雨量694毫米。

## 圖片集

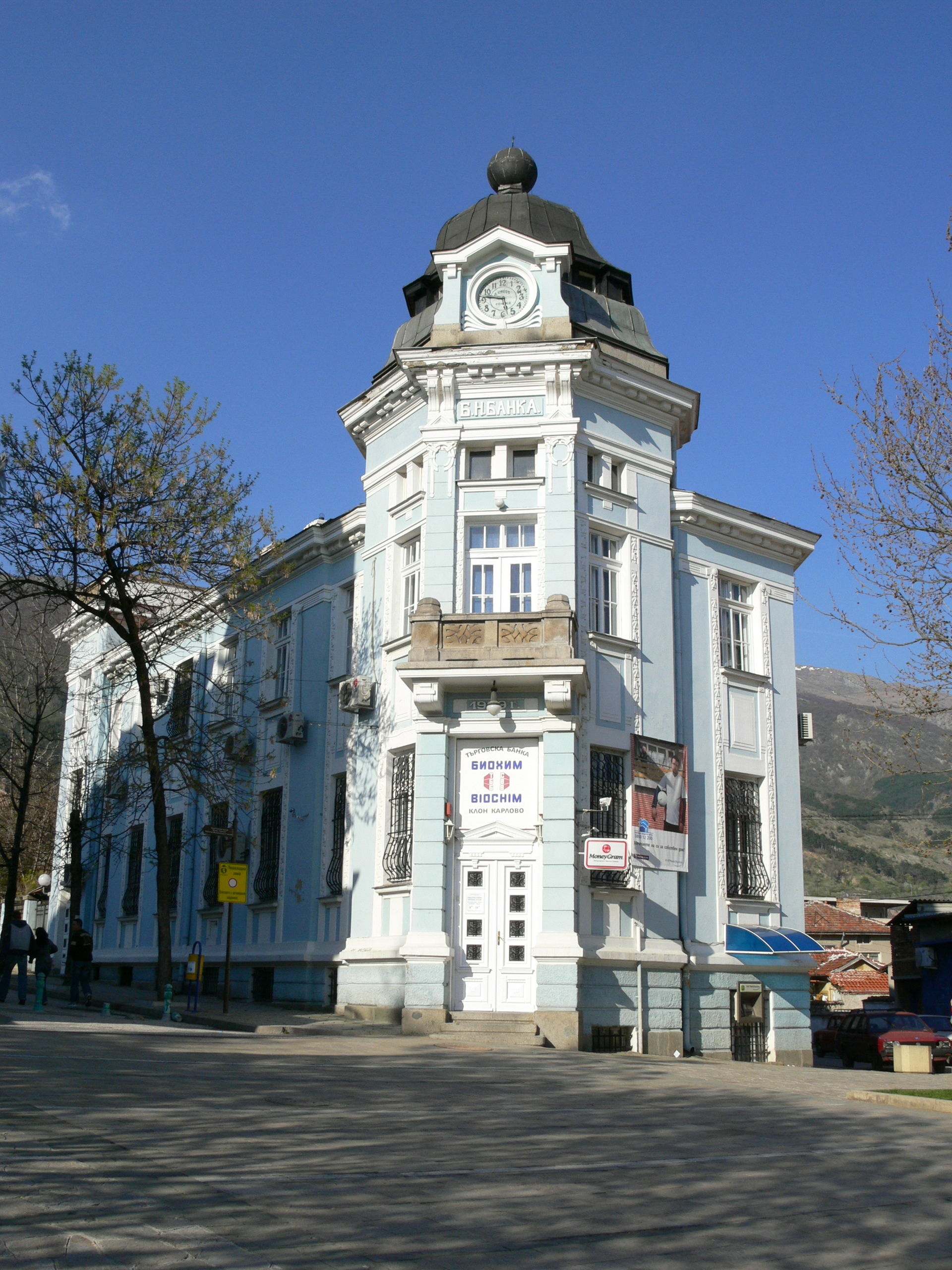
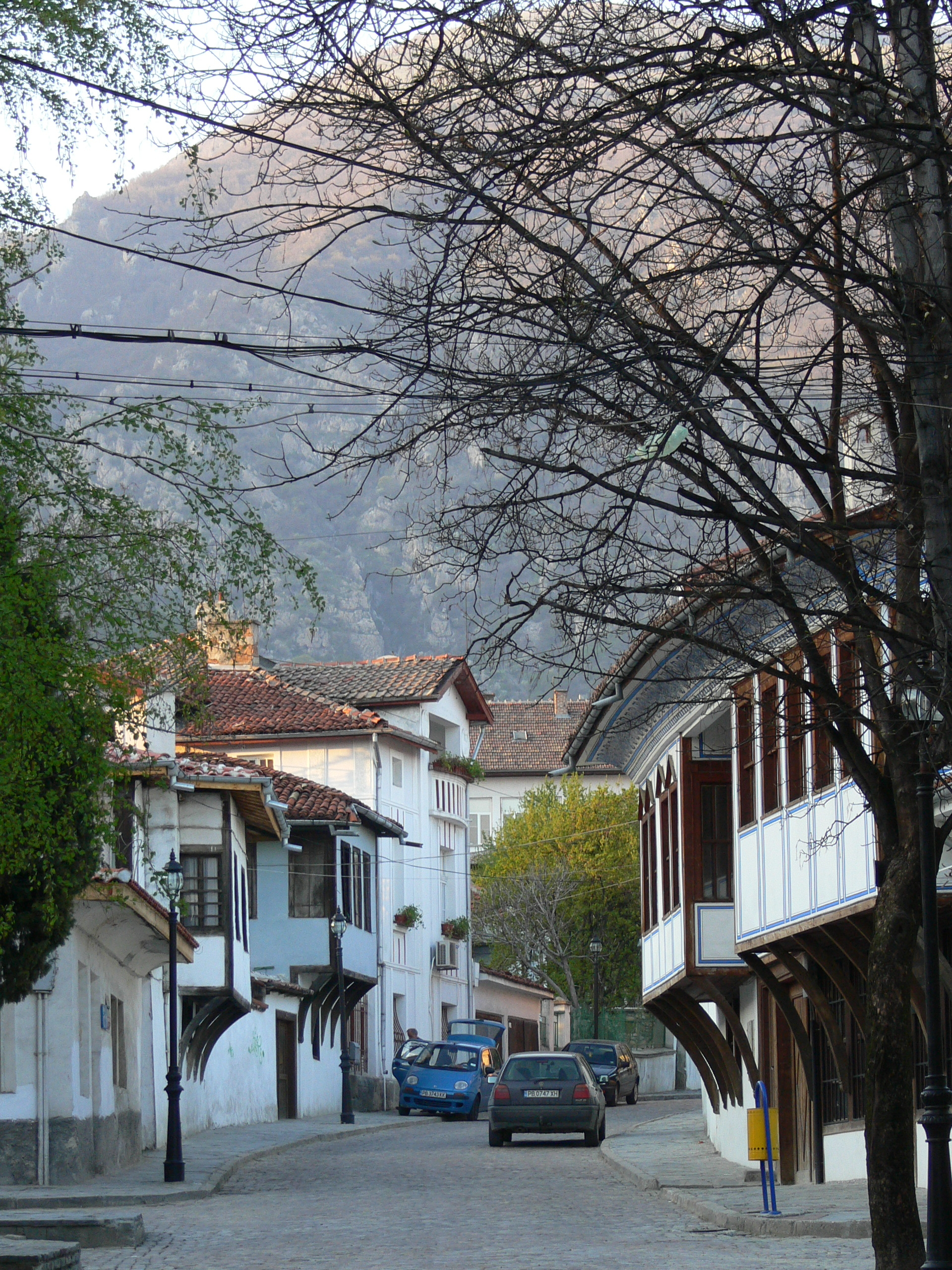
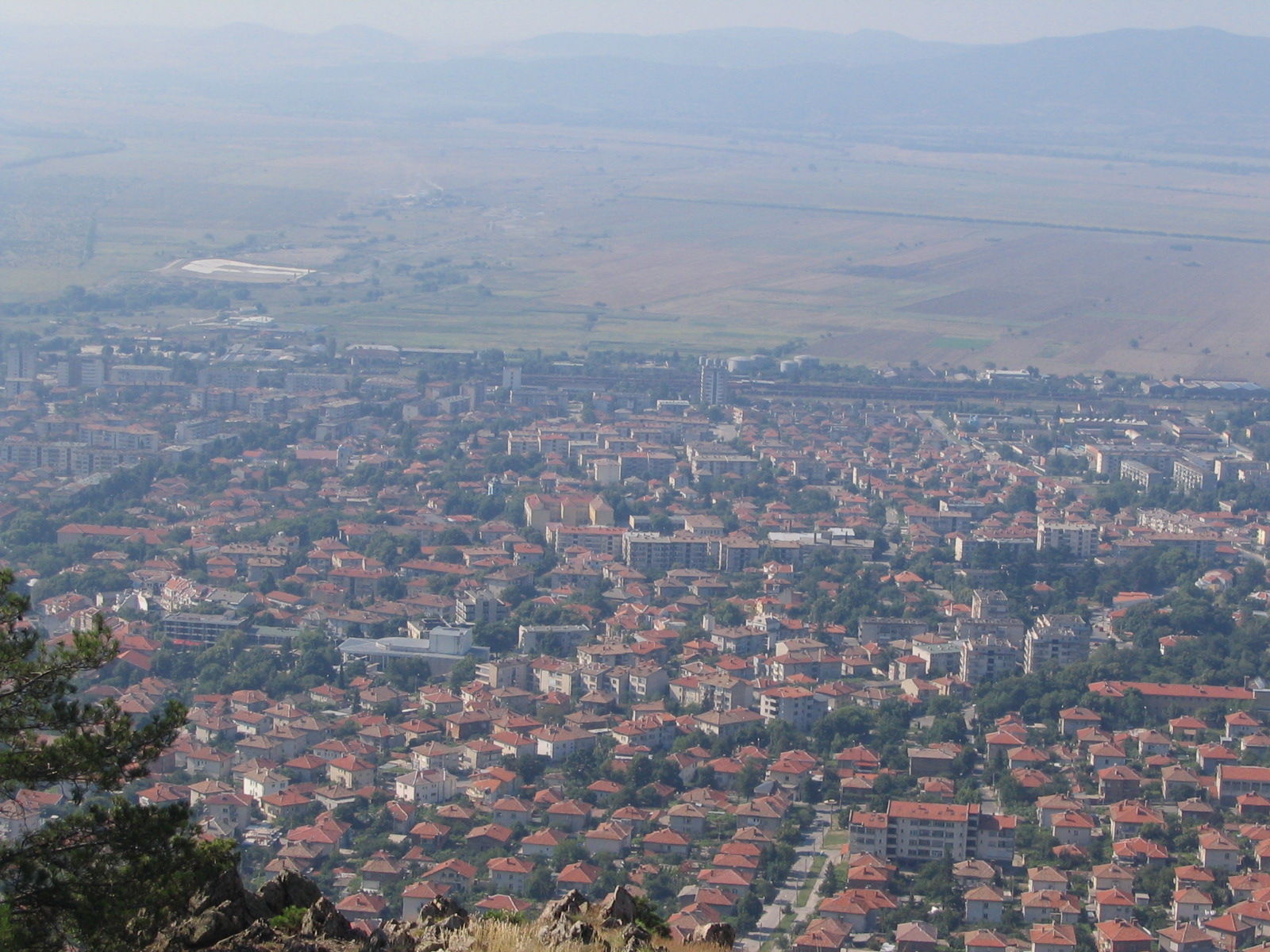
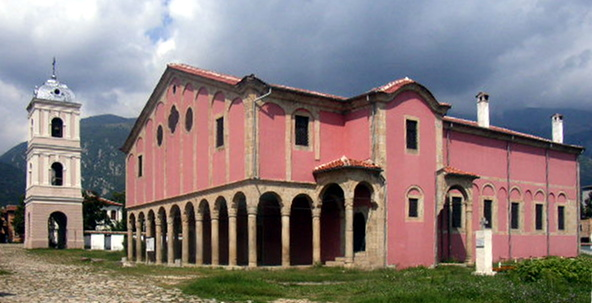
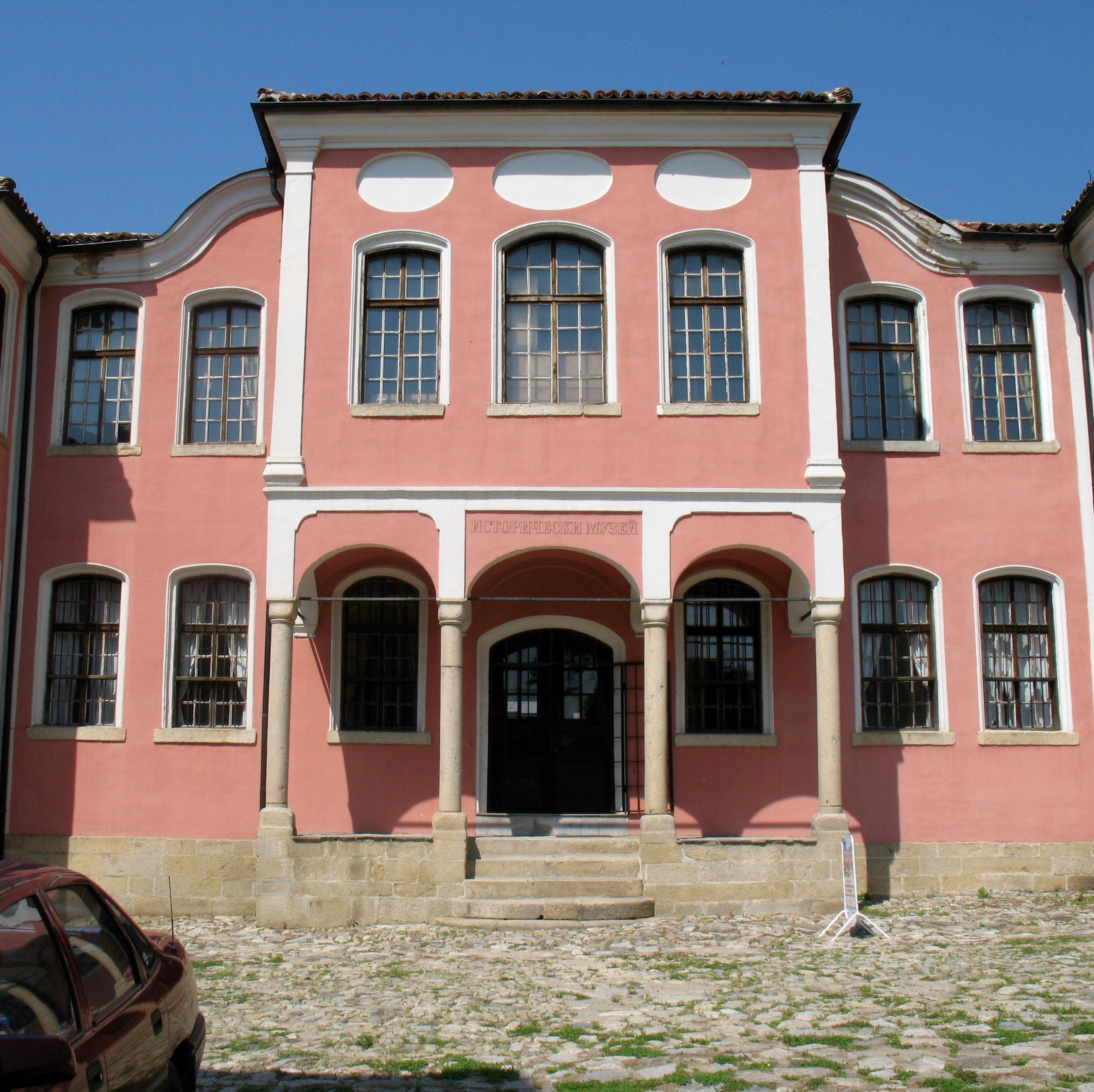
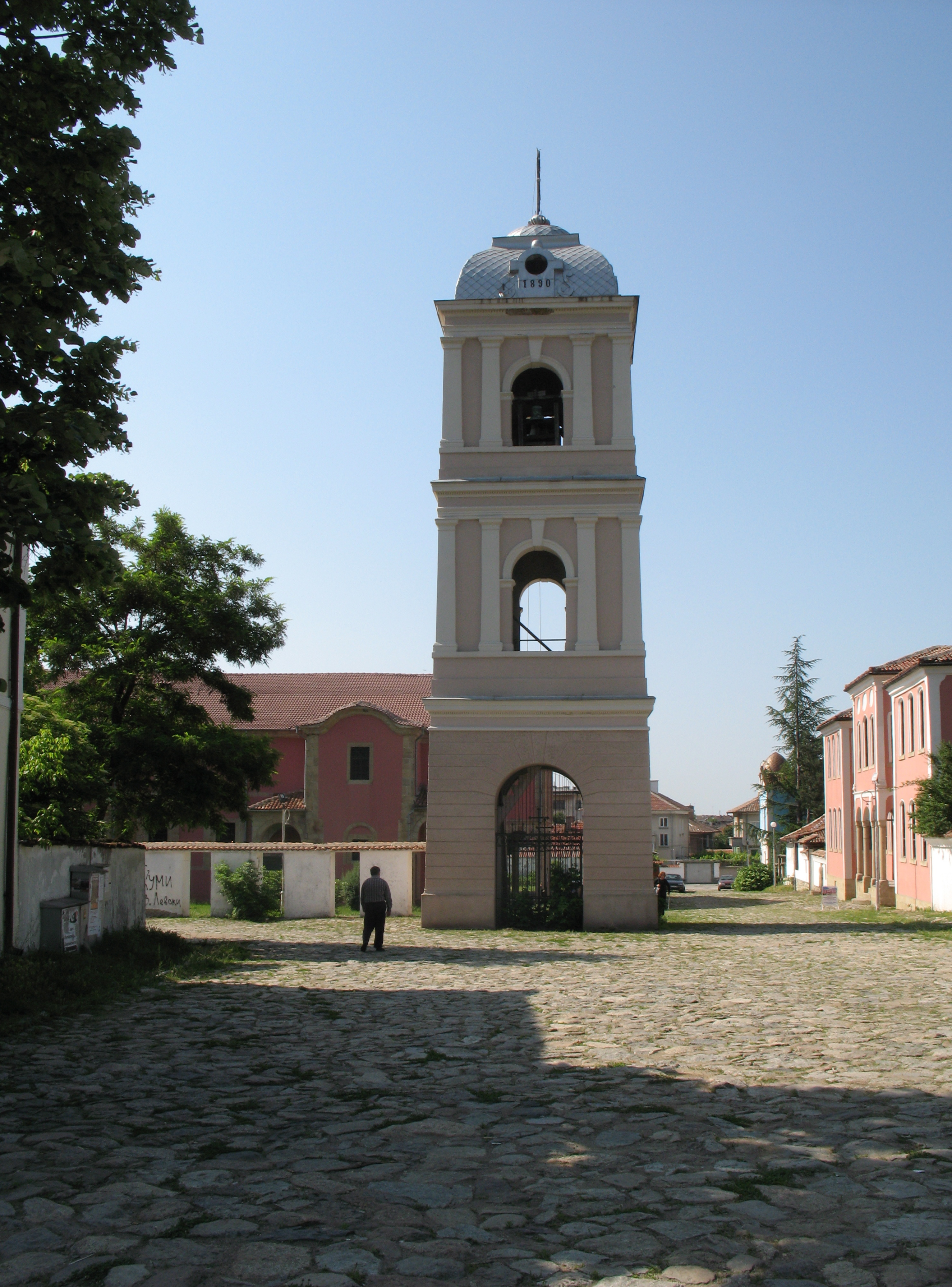
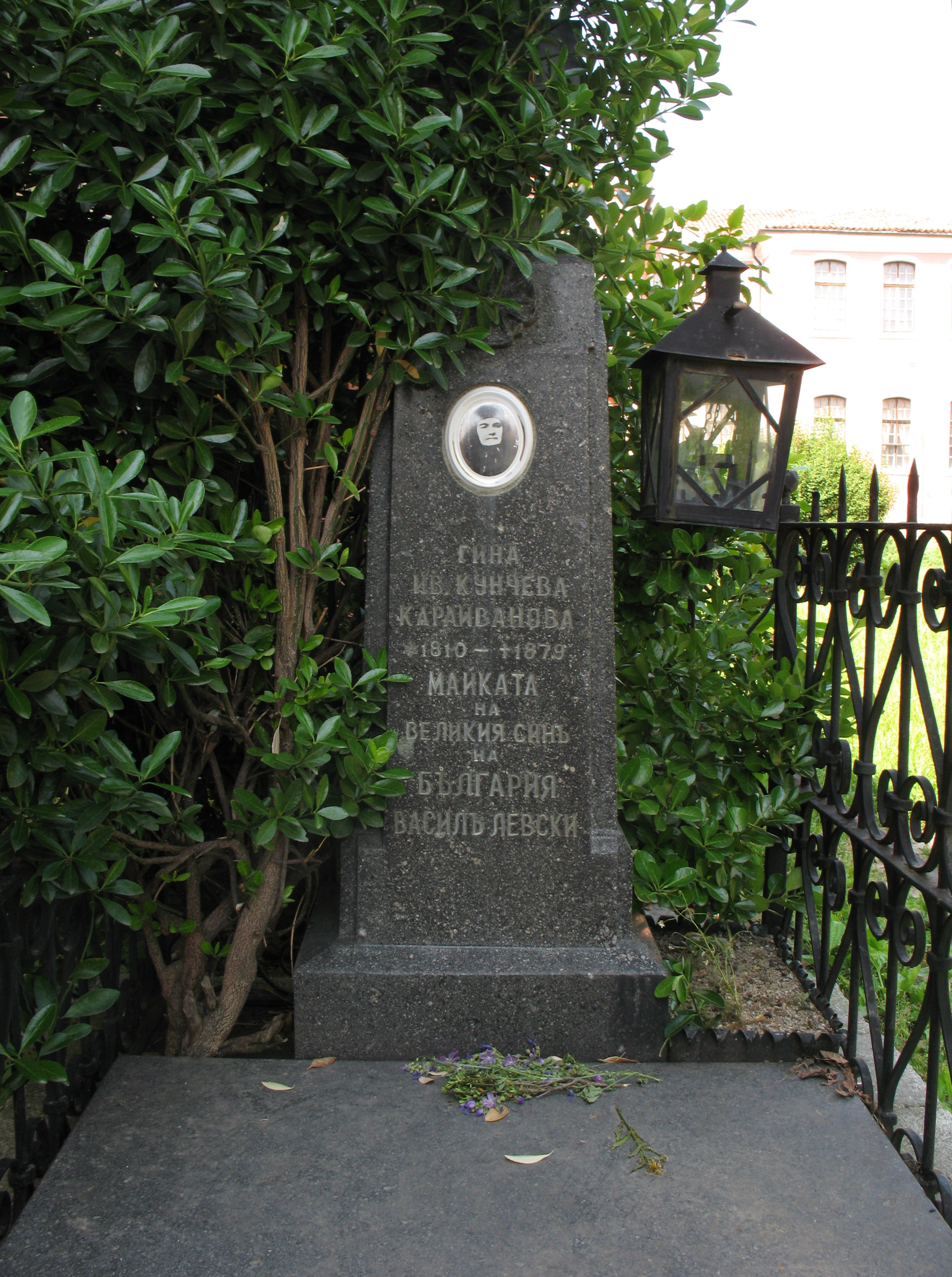
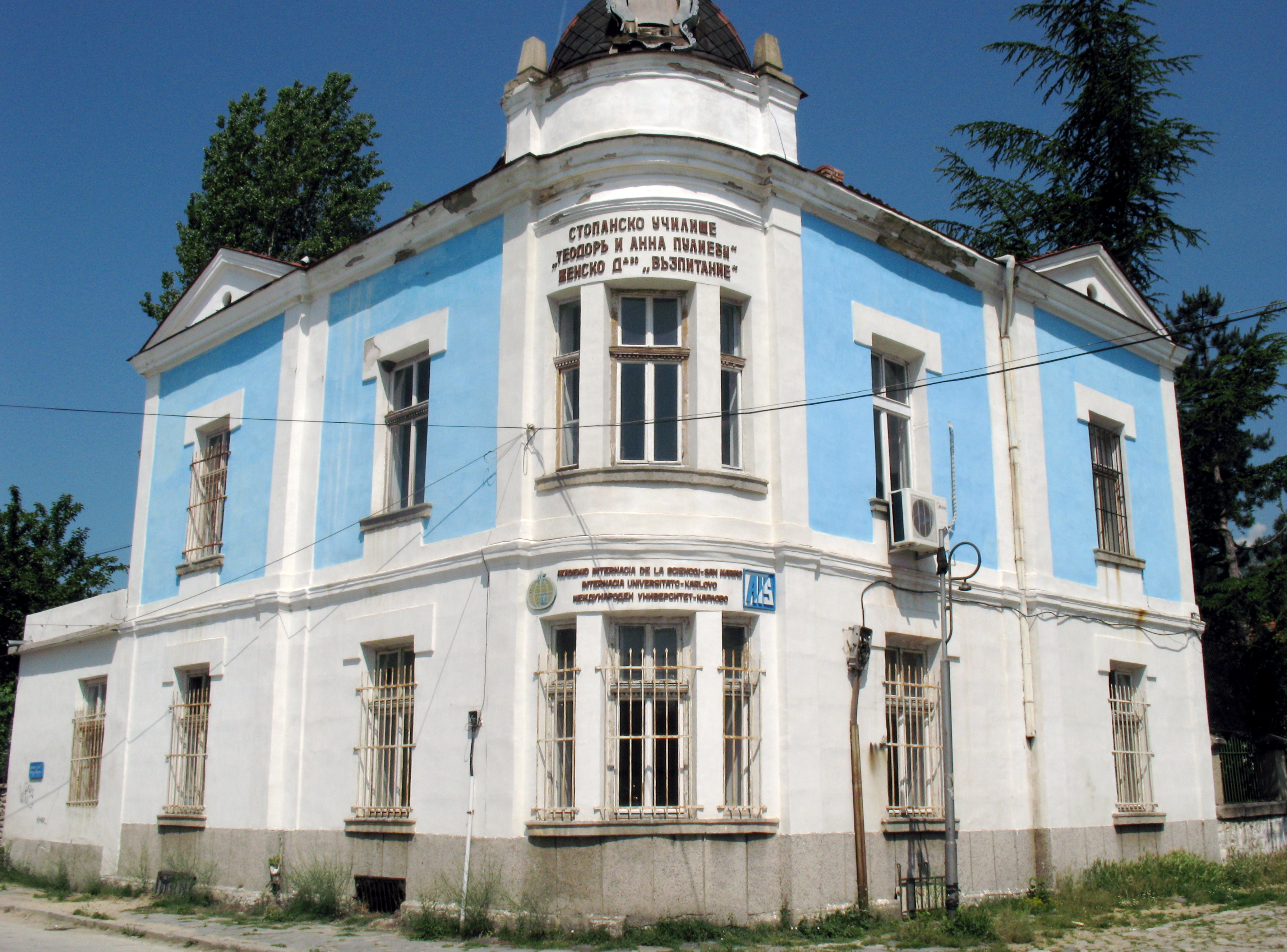
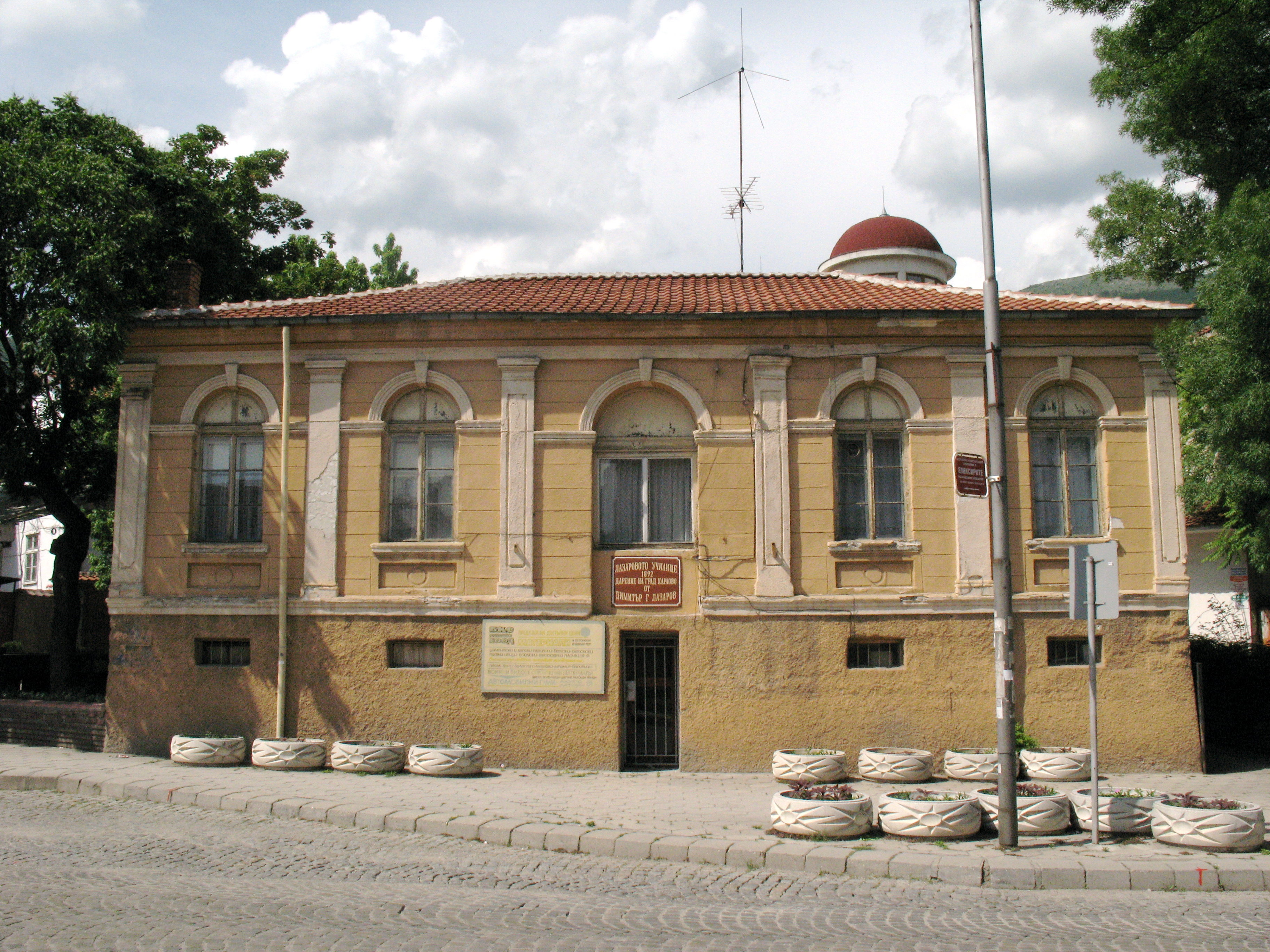
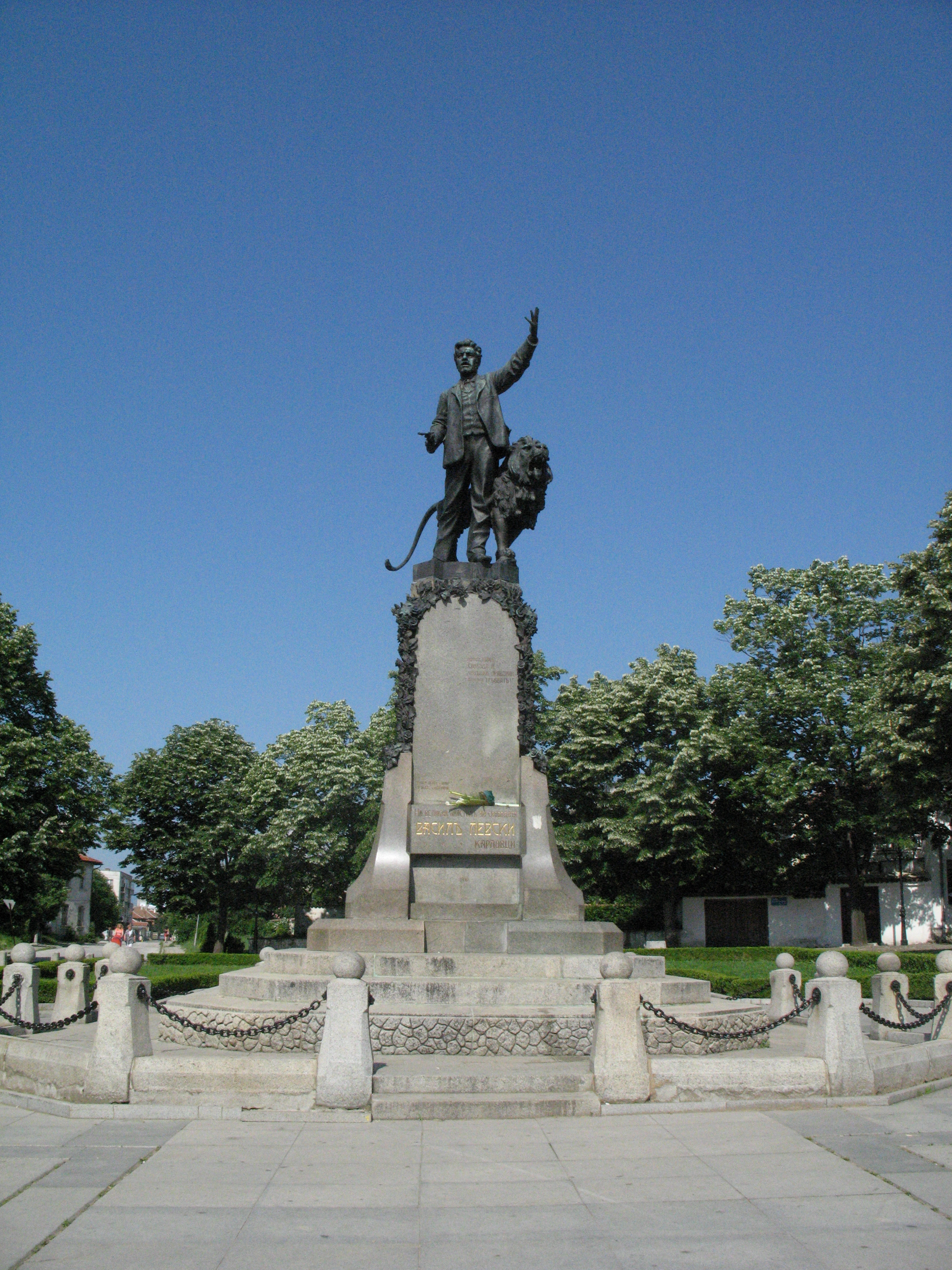
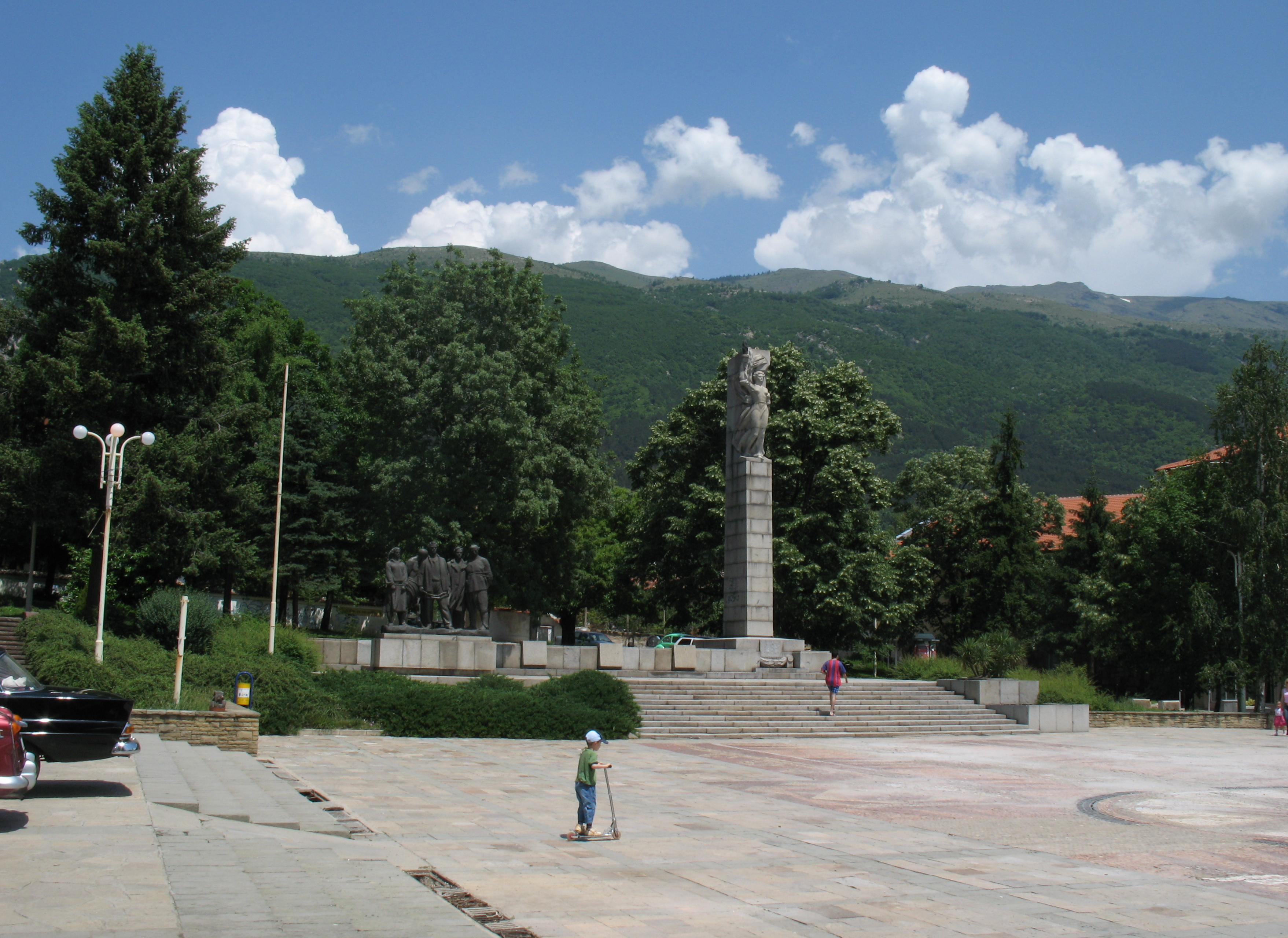

## 外部連結
- Site about Karlovo
- Official web site（页面存档备份，存于）
- Info site about the region of Karlovo（页面存档备份，存于） (in Bulgarian and English)
- All about Karlovo